# Монтичелло (коммуна)
Монтичелло (фр. Monticello, корс. U Munticellu) — коммуна во Франции, находится в регионе Корсика. Департамент коммуны — Верхняя Корсика. Входит в состав кантона Л’Иль-Рус. Округ коммуны — Кальви.
Код INSEE коммуны — 2B168.

## Население
Население коммуны на 2008 год составляло 1708 человек.
| 1962 | 1968 | 1975 | 1982 | 1990 | 1999 | 2008 |
| ---- | ---- | ---- | ---- | ---- | ---- | ---- |
| 237  | 237  | 251  | 500  | 944  | 1253 | 1708 |

## Экономика
В 2007 году среди 1085 человек в трудоспособном возрасте (15—64 лет) 720 были экономически активными, 365 — неактивными (показатель активности — 66,4 %, в 1999 году было 63,8 %). Из 720 активных работали 637 человек (370 мужчин и 267 женщин), безработных было 83 (33 мужчины и 50 женщин). Среди 365 неактивных 65 человек были учениками или студентами, 133 — пенсионерами, 167 были неактивными по другим причинам.

## Фотогалерея

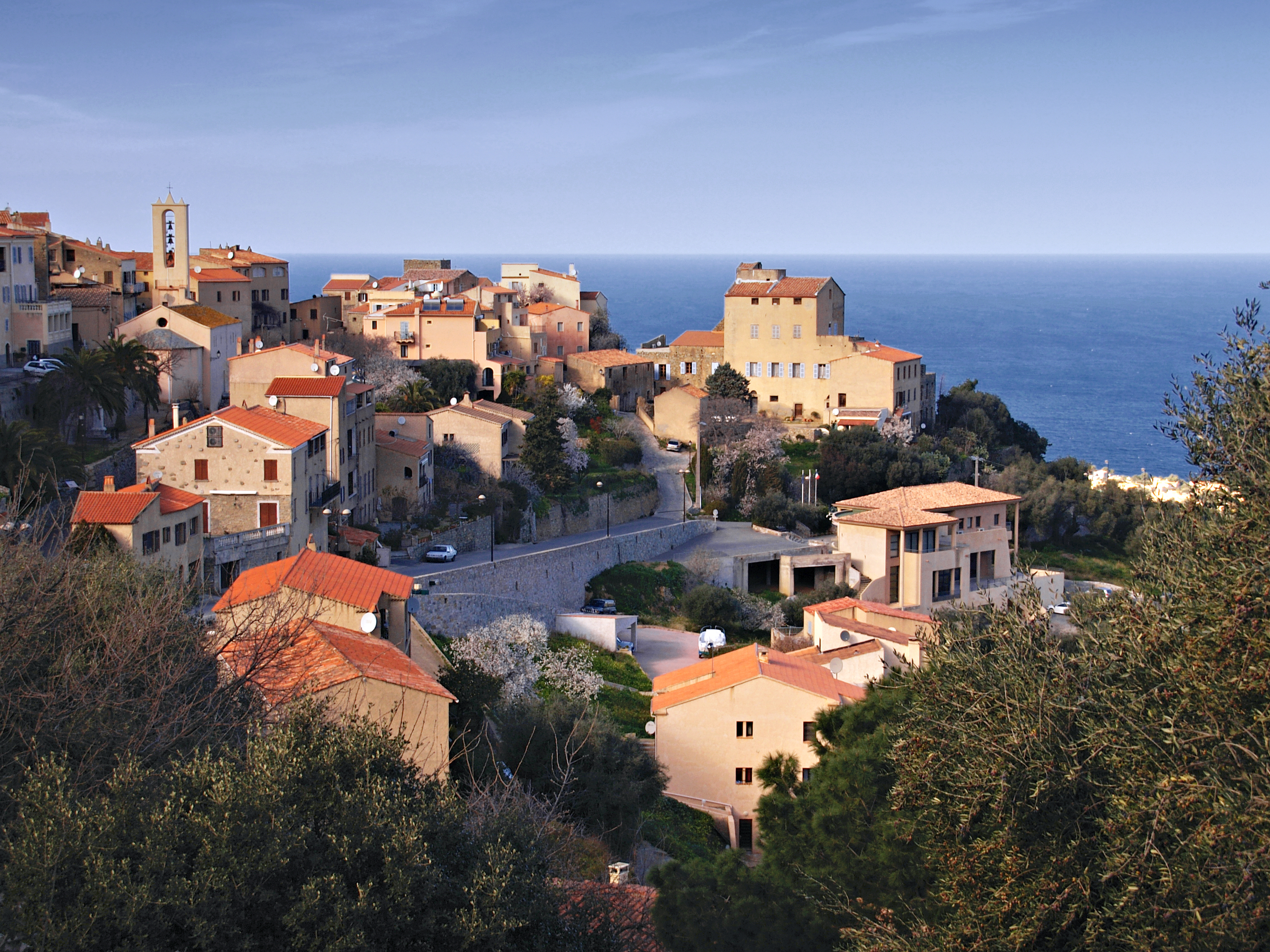
Монтичелло
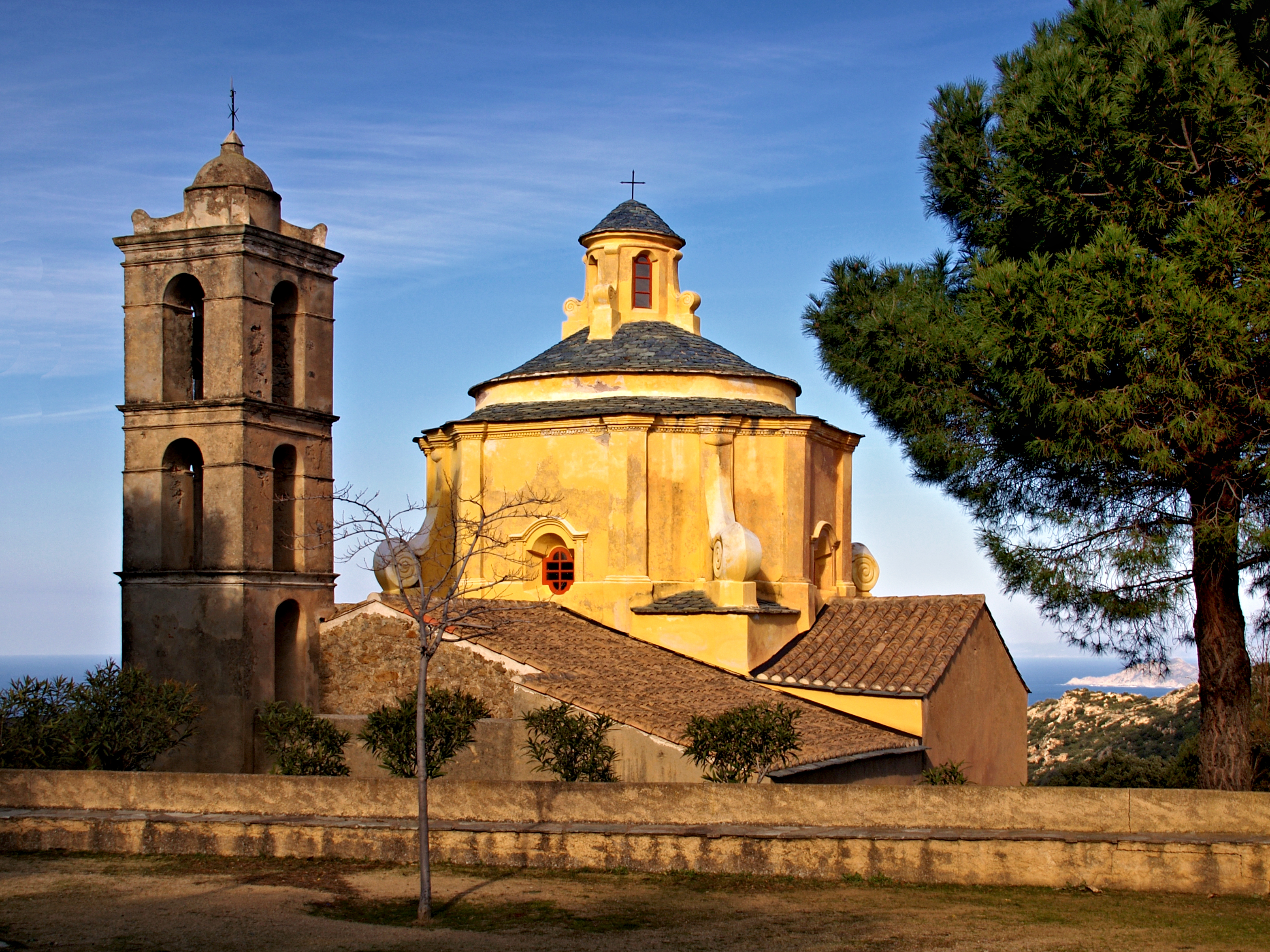
Церковь св. Франциска
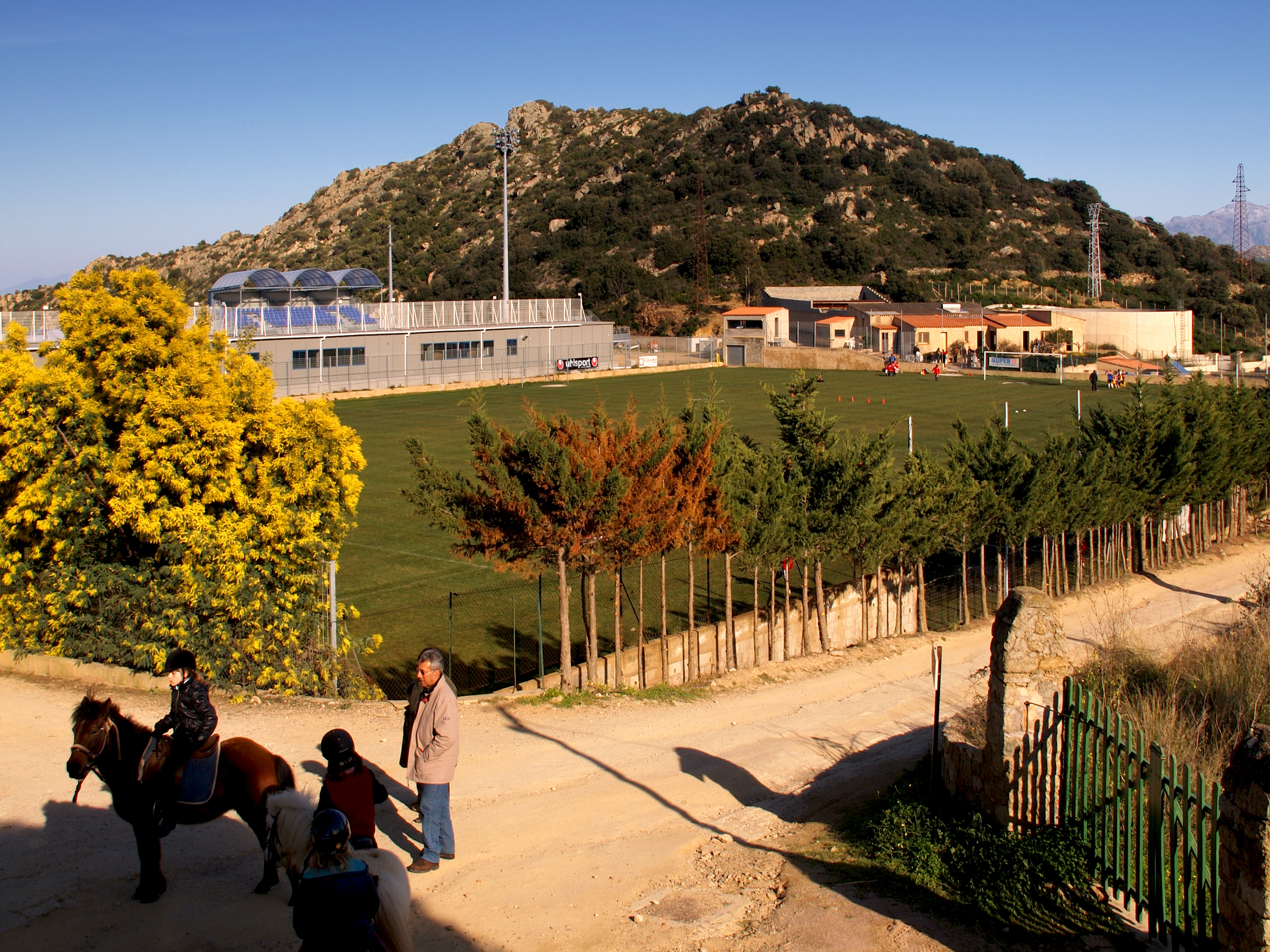
Стадион